# Рідина на Титані

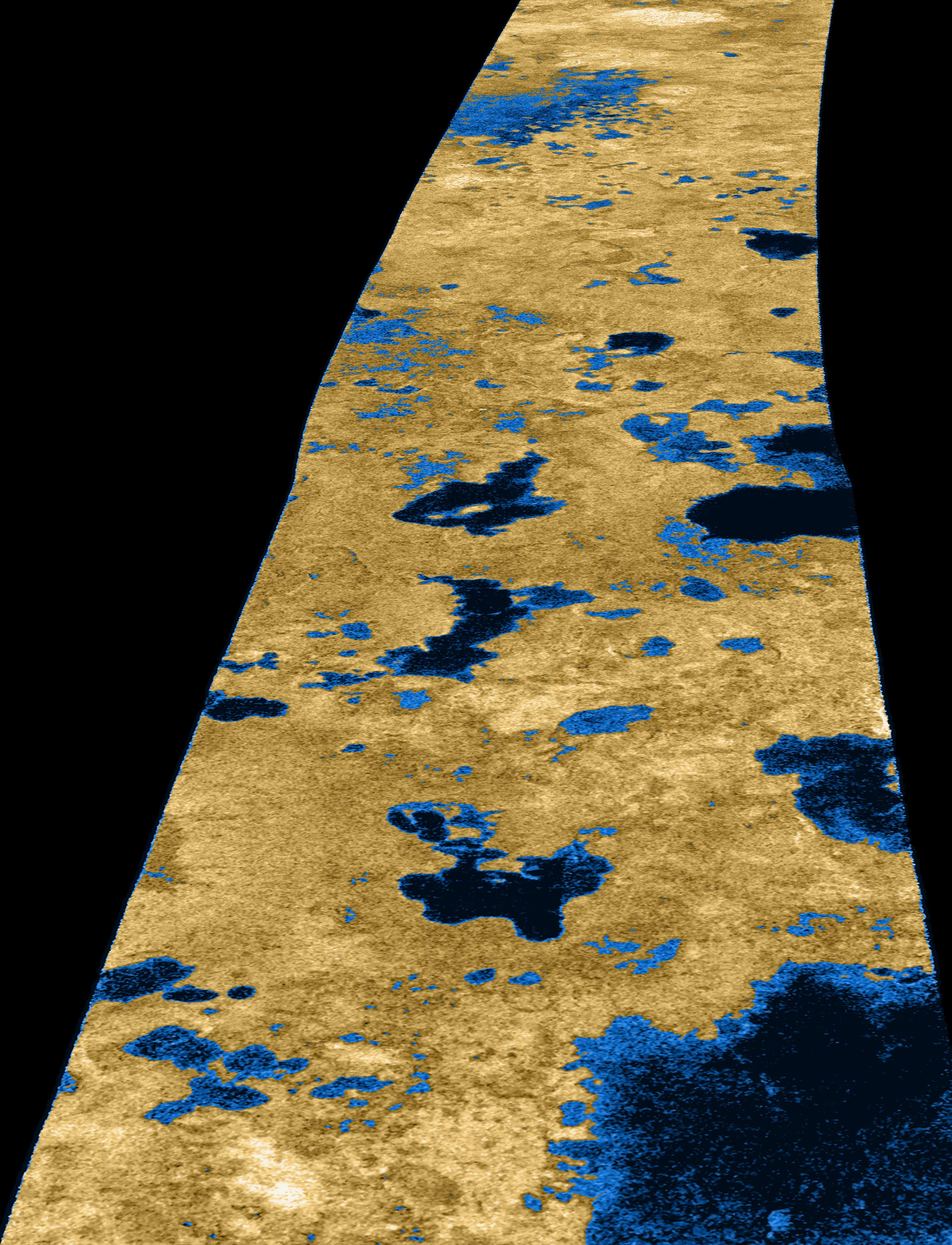
Зображення вуглеводневих озер на Титані, отримане радаром Кассіні 22 липня 2006 року (кольори умовні)

Рідина на Титані представлена природними резервуарами на поверхні Титана, наповненими, ймовірно, сумішшю рідких вуглеводнів, переважно метану й етану, а також підповерхневим океаном, який містить, імовірно, рідку воду зі значним вмістом аміаку й екстремально високою солоністю.
Озера зосереджені в приполярних областях, причому найбільші з них, звані морями, розташовані тільки в північній півкулі Титана. Таку асиметрію вчені пояснюють тим, що, коли в південній півкулі Титана літо, Сатурн перебуває поблизу перигелію, тобто літо там більш «спекотне», ніж у північній.
Вчені також припускають наявність великих обсягів вуглеводнів під поверхнею супутника.

## Поверхневі «водойми»

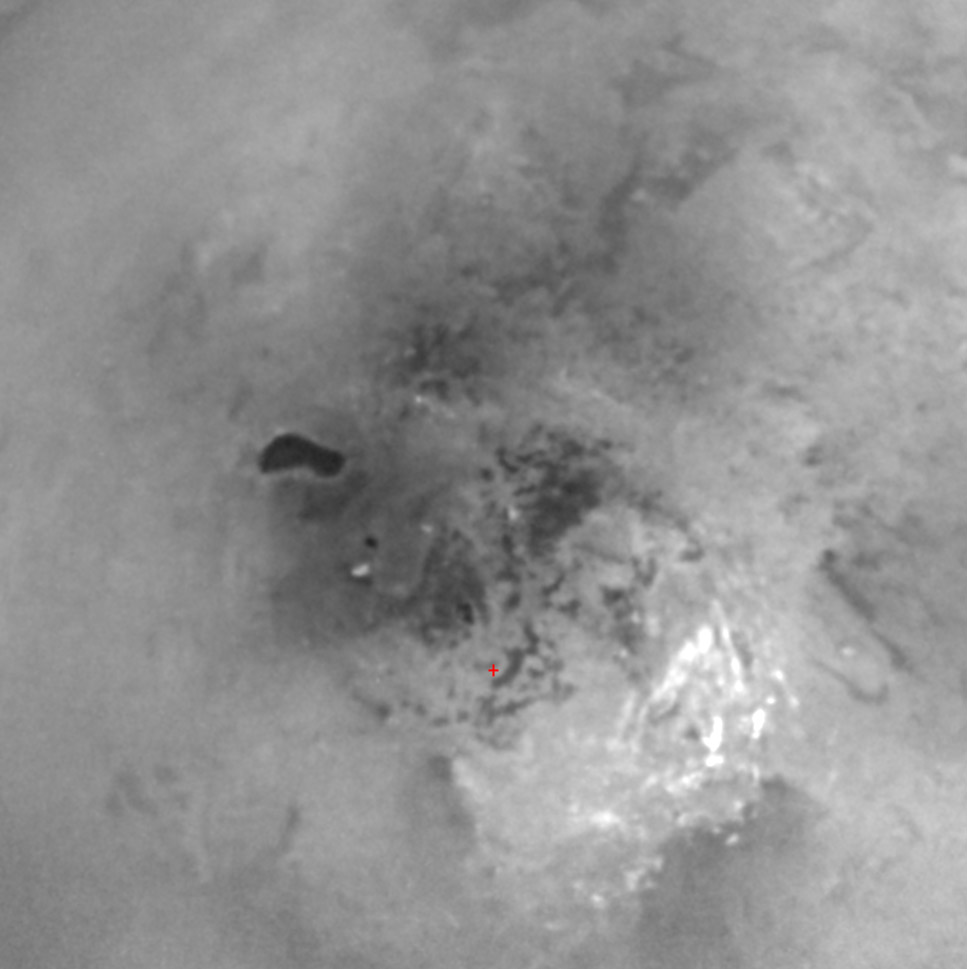
Інфрачервоний знімок південного полюса Титана, на якому видно озеро Онтаріо

Уперше припущення про можливість існування на Титані вуглеводневих озер було зроблено на основі аналізу даних, отриманих АМС «Вояджер-1» і «Вояджер-2». Зіставивши склад, щільність і температуру атмосфери Титана, вчені зробили висновок, що на супутнику можуть бути присутніми вуглеводні в рідкому стані. Ця гіпотеза підтвердилась в 1995 році, коли за допомогою телескопа Габбл в атмосфері Титана було виявлено рідкий метан, хоча його кількість на поверхні залишалася загадкою.

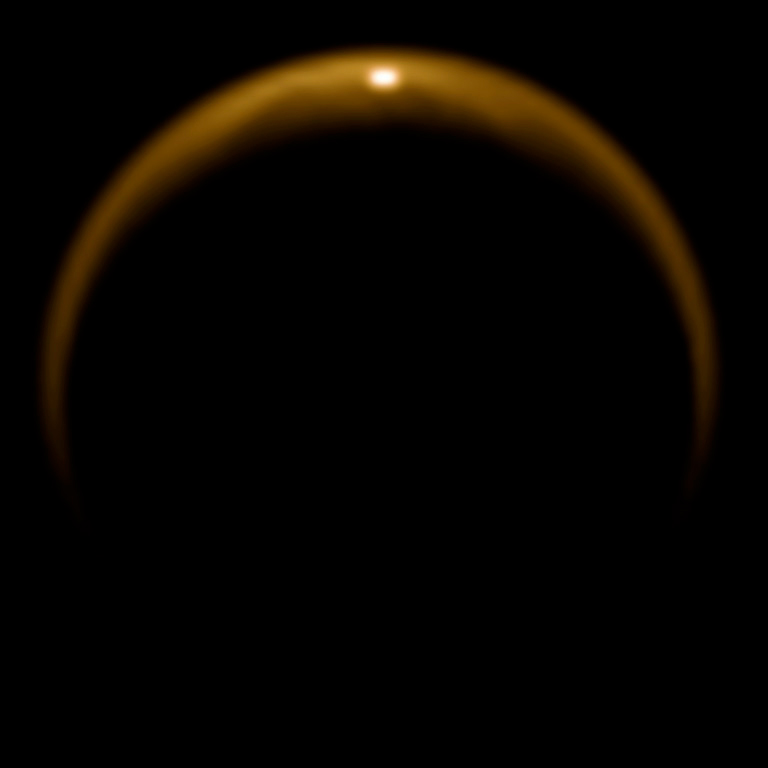
Інфрачервоний знімок сонячного відблиску в північній півкулі Титана

Остаточне підтвердження наявності на Титані великих водойм було отримано завдяки проєкту «Кассіні — Гюйгенс». Хоча знімки, отримані під час спуску зонда «Гюйгенс», який сів поблизу екватора Титана, які не виявили якихось значних обсягів рідини, рельєф поверхні явно свідчив про вплив рідини. Перше свідчення існування великих водойм знайшлося на інфрачервоному знімку південного полюса, зробленому 6 червня 2005 року, на якому помітна велика темна пляма. Радарне зондування поверхні супутника з борту станції «Кассіні», проведене 22 липня 2006 року, виявило в північній півкулі великі області з різко окресленими кордонами, які сильно поглинали радіохвилі. Ці дані дозволили вченим у січні 2007 року впевнено заявити про наявність на Титані метанових озер.
Також 8 липня 2009 року камері VIMS «Кассіні» вдалося зняти на поверхні відблиски в інфрачервоному діапазоні (довжина хвилі 5 мкм), які вчені довго сподівалися побачити як основний доказ наявності рідини на поверхні.
Для докладного дослідження озер Титана проєктується зонд TiME (англ. Titan Mare Explorer) в складі місії Titan Saturn System Mission, запуск якої планується на 2020 рік.

### Склад «вод»
Середня температура на Титані становить 93,7 К (−179,5 °C), а атмосферний тиск у поверхні 146,7 кПа (1,45 атм). При таких умовах багато газів переходять у рідкий стан. Можливий молярний склад рідини, яка наповнює «водойми»:
- рідкий етан: 76 ÷ 79 %
- рідкий пропан: 7 ÷ 8 %
- рідкий метан: 5 ÷ 10 %
- рідкий бутилен: 1 %
- рідкі аргон, азот, чадний газ, водень: менше ніж 1 %.

Оскільки суміш складається зі зріджених газів з різною температурою кипіння, то її склад змінюється залежно від температури: при нагріванні зменшується концентрація більш летких речовин (метан, азот) і збільшується концентрація менш летючих (пропан, бутен). Тому склад рідини на полюсах (де 90 К) відрізняється від складу на теплішому екваторі (де 93,65 К).
Оскільки температура на Титані близька до температури кристалізації метанолу (−182,5 °C) і етану (−183,3 °C), то в озерах може бути присутнім також вуглеводневий лід. Щільність суміші вуглеводнів в озерах становить приблизно 516,3 кг/м³, що значно менше щільності твердих метану й етану, тому вуглеводневий лід в цих озерах буде тонути, а не спливати на поверхню. Однак вчені припускають, що при певних умовах на поверхні озер все ж можуть утворюватися плавучі крижини. Такий лід повинен бути насичений газом (понад 5 %) щоб залишатися на поверхні озера, а не опускатися на дно.
За оцінками вчених, кількість вуглеводнів в озерах Титана в сотні разів перевищує їх вміст у надрах Землі.

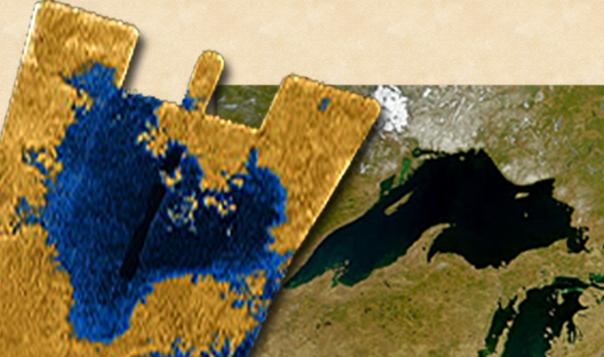
Порівняння розмірів моря Лігеі і земного озера Верхнього

- Морями (лат. mare) називаються найбільші вуглеводойми Титана. Вони отримали свої назви за іменами міфічних морських істот.
- Озера (лат. lacus) — невеликі темні ділянки з чіткими контурами (западини, заповнені рідкими вуглеводнями). Їх назви походять від назв земних озер.
- Лакуни (лат. lacuna) — об'єкти, схожі на озера, але краще відображають радіохвилі, що говорить про їх малу глибину або повну відсутність рідини. Їх назви походять від назв земних солончаків і пересихаючих озер.
- Канали (лат. flumina) — система каналів, по яких, ймовірно, течуть рідкі вуглеводні.
- Пролив (лат. fretum) — вузька ділянка рідини, що з'єднує два великі резервуари. Вони отримали свої назви на честь героїв творів Айзека Азімова.

## Підповерхневий океан
Ряд учених висунули гіпотезу про існування на Титані глобального підповерхневого океану. Потужна припливна дія Сатурна може призвести до розігріву ядра і підтримки досить високої температури для існування рідкої води. Порівняння знімків «Кассіні» за 2005 і 2007 роки показало, що деталі ландшафту змістилися приблизно на 30 км. Оскільки Титан завжди повернений до Сатурна однією стороною, такий зсув може пояснюватися тим, що крижана кора відділена від основної маси супутника глобальним рідким прошарком.
Передбачається, що в воді міститься значна кількість аміаку (близько 10 %), який діє на воду як антифриз, тобто знижує температуру її замерзання. У поєднанні з високим тиском, що чиниться корою супутника, це може бути додатковою умовою існування підповерхневого океану.
Згідно з даними, оприлюдненими наприкінці червня 2012 року й зібраним раніше КА «Кассіні», під поверхнею Титана (на глибині близько 100 км) дійсно повинен знаходитися океан, що складається з води з можливо невеликою кількістю солей.
Ґрунтуючись на даних нового дослідження, опублікованого у 2014 році і заснованого на гравітаційній карті супутника, побудованої на підставі даних зібраних «Кассіні», вчені висловили припущення, що рідина в океані супутника Сатурна відрізняється підвищеною щільністю і екстремальною солоністю. Найімовірніше, вона являє собою розсіл, до складу якого входять солі, що містять натрій, калій і сірку. Крім того, в різних районах супутника глибина океану варіює — в одних місцях вода промерзає, зсередини нарощуючи крижану кірку, яка покриває океан, і шар рідини в цих місцях практично не торкається з поверхнею Титана. Сильна солоність океану робить практично неможливим існування в ньому життя.